# Chen Zhifang
Chen Zhifang (chiń. 陈志方; ur. 1906, zm. 1990) – chiński dyplomata. Szósty ambasador Chińskiej Republiki Ludowej w Wietnamie. Pełnił tę funkcję w okresie od września 1977 do czerwca 1978.